# Classification des contenus télévisuels
Ne doit pas être confondu avec Classification cinématographique.
 (mars 2012).
Si vous disposez d'ouvrages ou d'articles de référence ou si vous connaissez des sites web de qualité traitant du thème abordé ici, merci de compléter l'article en donnant les références utiles à sa vérifiabilité et en les liant à la section « Notes et références ».
La classification des contenus télévisuels désigne des systèmes permettant d'évaluer le contenu et de signaler l'adéquation des programmes télévisés aux mineurs.
De nombreux pays disposent de leur propre système de classification de la télévision. Les programmes sont évalués par l'organisme qui gère le système, le diffuseur ou les producteurs de contenu.
Une classification est généralement établie pour chaque épisode d'une série télévisée. La classification peut changer en fonction de l'épisode, du réseau, de la rediffusion et du pays.

## Contexte de la signalétique culturelle

### Censure
Un exemple historique d’avertissement au lecteur est l’Index librorum prohibitorum juxta exemplar romanum jussu sanctissimi domini nostri, nommé en abrégé Index établi par la Curie romaine, et abrogé par le concile Vatican II.
Les œuvres visées étaient autrefois des œuvres libertines, mais également des attaques contre l'Église, ou des œuvres philosophiques de « libre penseurs » se plaçant hors du dogme établi. Le but de la mise à l'index était d'éviter que des œuvres susceptibles d'éloigner de la foi puissent « tomber entre toutes les mains » et être lues par des lecteurs non avertis.

### Signalétique
La signalétique d’avertissement s’oppose à la censure : elle n’interdit pas la consultation des contenus, mais prévient à tout hasard de ce que l’on va y trouver.
La libre circulation de nombreux contenus (livres, disques, émissions télévisées, internet, etc.) conduit certains pays à mettre en place des signalétiques d’avertissement, voire d’évitement, permettant d’éviter que leur contenu tombe sous les yeux :
- de personnes à protéger (par exemple enfants mineurs) ;
- des personnes non intéressées.

## Ouvrages politiques et religieux
Les lois françaises contre les incitations à la haine religieuse ou raciale, si on les prend au pied de la lettre, interdiraient la publication d’ouvrages historiques comme le Manifeste du parti communiste, Mein Kampf, ou certains textes religieux anciens.
Le législateur n’a pas statué dans certains pays, dont par exemple la France, sur ce problème ponctuel est c’est donc le juridique qui s’est substitué à lui. Dans le cas particulier de Mein Kampf, il a assorti la non-interdiction de publication d’une obligation de placer un avertissement (l’arrêt de la Cour d’appel lui-même) en tête de chaque ouvrage imprimé, de façon fixe (il ne doit pas s’agir d’un encart amovible, et les pages doivent être de même nature que celles de l’ouvrage, à la manière d’un droit de réponse).
Bien que l’arrêt ne le précise pas, il semble logique de supposer que la disposition est reconduite pour toute publications d’extraits de taille significative du livre, les citations brèves (en tout cas lorsqu’elles ne sont pas elles-mêmes en contradiction avec le texte de la loi) pouvant s’en passer.
Les autres ouvrages cités se situent pour le moment dans une sorte de no man’s land juridique et restent susceptibles à tout moment d’un procès intenté par telle ou telle association estimant l’intérêt de ses membres - voire l’intérêt général si elle a autorité à se constituer partie civile - lésé par l’absence d’avertissement.

## Par pays

### Australie
Les réseaux de télévision commerciale d'Australie sont tenus de se conformer au Australian Commercial Television Code of Practice, qui est régi par l'Australian Communications and Media Authority, avec Free TV Australia comme médiateur entre les réseaux et l'ACMA, ainsi que de traiter les plaintes des téléspectateurs. Les classifications de chaque émission diffusée à la télévision sont décidées par des agents de classification formés dans chaque réseau.
Si les téléspectateurs estiment qu'un réseau n'a pas respecté le Code de bonnes pratiques de la télévision (une classification erronée a été donnée, par exemple), ils peuvent déposer une plainte auprès de Free TV Australia, qui la transmet ensuite au réseau. Si les téléspectateurs sont insatisfaits du résultat, ils peuvent alors soumettre leur plainte à l'ACMA pour enquête.
À partir de décembre 2015, l'ACMA a introduit des changements radicaux dans le système de classification des réseaux commerciaux. Parmi eux, on a permis aux émissions M et MA15+ d'être diffusées une heure plus tôt qu'auparavant, à partir de 19 h 30 et 20 h 30 respectivement, les émissions PG peuvent être diffusées toute la journée, dissolvant ainsi la classification AV15+, ainsi que les changements apportés au moment où les annonces ayant une classification supérieure sont diffusées,.
Voici un aperçu du système australien de classification du contenu télévisuel :
- P : émissions destinées aux enfants d'âge préscolaire ; les stations commerciales doivent présenter au moins 130 heures de contenu de niveau P chaque année ;
- C: émissions destinées aux enfants (moins de 14 ans, sauf les enfants d'âge préscolaire) ; les stations commerciales doivent présenter au moins 260 heures de contenu classifié C chaque année entre 7 h et 8 h 30 ou entre 16 h et 20 h 30 les jours de semaine ou entre 7 h et 20 h 30 les week-ends et vacances scolaires. Le contenu classé C est soumis à certaines restrictions et limitations en matière de publicité ;
- G : général exposition, convient à tous les âges mais n'est pas nécessairement destiné aux enfants. Le contenu est TRÈS DOUX en impact. G peut être diffusé à tout moment de la journée ;
- PG : l'orientation parentale est recommandée pour les jeunes téléspectateurs. L'impact du contenu est léger ; les éléments de ces programmes peuvent nécessiter une supervision parentale pour les jeunes enfants. PG peut être diffusé à tout moment de la journée, sur n'importe quel réseau (à partir du 1er décembre 2015) ;
- M : recommandé pour les personnes âgées de 15 ans et plus. L'impact du contenu est modéré ; ces programmes peuvent exiger une perspective adulte et ne sont pas jugés appropriés pour tous les enfants. Le contenu de M ne peut être diffusé qu'entre 7h30 et 6h00 n'importe quel jour, et en outre entre 12h00 et 15h00 les jours d'école ;
- MA15+ : ne convient pas aux personnes de moins de 15 ans. Le contenu a un fort impact ; il est conseillé aux personnes de moins de 15 ans de ne pas regarder ces émissions, en raison de la force des éléments qu'elles contiennent. Les émissions du MA15+ ne peuvent être diffusées qu'entre 20 h 30 et 6 h 00 un jour donné. Les conseils aux consommateurs sont obligatoires ;
- R18+ et X18+ :
  - les émissions cotées R18+ s'adressent à toute personne de plus de 18 ans ; l'accès à ces émissions est limité aux adultes "Pay Per View" VC 196 et 197, l'accès à ces émissions est protégé par un mot de passe personnel. Le contenu peut comprendre des scènes prolongées de violence intense, des situations sexuelles, du langage grossier et une forte consommation de drogues,
  - le contenu télévisuel classifié X18+ contient du matériel de nature pornographique. Aucune personne de moins de 18 ans ne peut légalement louer, acheter, posséder, exposer, ou visionner ces films. La présentation ou la vente de ces films à des personnes âgées de moins de 18 ans constitue une infraction criminelle passible d'une amende maximale de 5 500 $.

### États-Unis
L'actuel système américain de classification du contenu télévisuel a été proposé pour la première fois le 19 décembre 1996 par le Congrès des États-Unis, l'industrie de la télévision et la Federal Communications Commission (FCC), et est entré en vigueur le 1er janvier 1997 sur la plupart des grands réseaux de radiodiffusion et de câblodistribution en réponse aux préoccupations du public concernant le contenu à caractère sexuel, la violence graphique et les grossièretés des émissions télévisées. Il s'agit d'un système de participation volontaire dont les cotes d'écoute sont déterminées par les réseaux de radiodiffusion et de câblodistribution qui y participent individuellement. 
Voici un aperçu du système de classification du contenu télévisuel américain, :
- les émissions cotées TV-Y sont conçues pour convenir aux enfants de tous âges. Les éléments thématiques présentés dans les émissions de cette classification sont spécialement conçus pour un public très jeune, y compris les enfants de tous âges ;
- les émissions cotées TV-Y7 sont conçues pour les enfants de 7 ans et plus. La FCC affirme qu'elle " peut être plus appropriée pour les enfants qui ont acquis les compétences développementales nécessaires pour faire la distinction entre l'imaginaire et la réalité ". Les émissions qui se voient attribuer le descripteur de contenu "FV" présentent davantage de "violence fantaisiste" et sont généralement plus intenses ou combatives que les autres émissions cotées TV-Y7 ;
- les émissions cotées TV-G conviennent généralement à tous les auditoires, bien qu'elles ne contiennent pas nécessairement du contenu intéressant pour les enfants. La FCC précise que " cette cote ne signifie pas qu'il s'agit d'un programme conçu spécifiquement pour les enfants de 10 ans et plus, (et) la plupart des parents peuvent laisser de jeunes enfants regarder ce programme sans surveillance ". Les éléments thématiques présentés dans les émissions ayant cette cote contiennent peu ou pas de violence, un langage doux et aucun dialogue ou situation à caractère sexuel ;
- les émissions cotées TV-PG contiennent du matériel que les parents ou les tuteurs peuvent trouver inapproprié pour les jeunes enfants. Les émissions auxquelles une classification TV-PG a été attribuée peuvent inclure un langage inapproprié, très peu de contenu à caractère sexuel, un dialogue suggestif et/ou une violence modérée ;
- les émissions cotées TV-14 peuvent contenir du matériel que les parents ou les tuteurs adultes peuvent juger inapproprié pour les enfants de moins de 14 ans. La FCC met en garde que "les parents sont avertis de faire preuve d'une certaine prudence dans la surveillance de ce programme et de ne pas laisser les enfants de moins de 14 ans regarder sans surveillance". Les émissions ayant cette cote contiennent de l'humour grossier, de la consommation de drogues ou d'alcool, un langage inapproprié, une forte violence (pouvant inclure une certaine quantité de sang) et des thèmes ou dialogues suggestifs modérés ;
- certains contenus peuvent ne convenir pas aux enfants. Cette classification était à l'origine TV-M avant les révisions annoncées du système de classification en août 1997, mais elle a été modifiée en raison d'un différend au sujet d'une marque de commerce et afin d'éliminer toute confusion avec la classification "M for Mature" de l'Entertainment Software Rating Board (ESRB) pour les jeux vidéo[7]. Cette cote est très rarement utilisée par les réseaux de radiodiffusion ou les stations de télévision locales en raison des restrictions imposées par la FCC sur le contenu des émissions, bien qu'elle s'applique généralement aux émissions de télévision diffusées sur certaines chaînes de câblodistribution (réseaux de base et de qualité supérieure) et sur les réseaux de diffusion en continu, tant pour les émissions principales que pour les émissions secondaires.  Parmi les émissions qui ont fait l'objet d'une mise en garde à la télévision, mentionnons le projet pilote de la courte série policière Brooklyn South de CBS et des documentaires comme The Vietnam War on PBS de Ken Burns, ainsi que quelques épisodes de série dramatique de 22 h, heure de l'Est, au contenu sensible. Les programmes qui ont cette cote comprennent généralement l'humour noir, l'utilisation fréquente de blasphèmes, la violence intense (pouvant inclure le sang) et/ou des thèmes sexuels forts.

Certains éléments thématiques, selon la FCC, " peuvent nécessiter une orientation parentale et/ou le programme peut contenir une ou plusieurs des sous-catégories suivantes ", désignées par une lettre alphabétique :
- D – Dialogue constructif (rarement utilisé avec la classification TV-MA) ;
- L – Langage grossier ;
- S – Situations sexuelles ;
- V – Violence ;
  - FV – Violence fictive (exclusif à la classification TV-Y7).

Jusqu'à quatre descripteurs de contenu peuvent être appliqués en plus d'une cote attribuée, selon le type de contenu suggestif présenté dans une émission. Le descripteur FV est une exception en raison de son utilisation exclusive pour la classification TV-Y7, qui ne peut avoir d'autre descripteur que FV. Au fur et à mesure que la cote augmente en fonction de l'âge, les questions de contenu deviennent généralement plus intenses. Ces descripteurs permettent 44 combinaisons possibles pour l'ensemble des cotes. Le descripteur "dialogue suggestif" n'est utilisé que pour les émissions classifiées TV-PG et TV-14. Le descripteur de violence a été utilisé pour les émissions de TV-Y7 jusqu'à la création du descripteur " FV " en 1997.

### France
Le « carré blanc » fut institué à la télévision, en France, en mars 1961, peu de temps après la diffusion de L'Exécution, drame de Maurice Cazeneuve, où apparaissait pendant quelques secondes Nicole Paquin nue de dos. Son rôle était d’avertir les téléspectateurs qu’un film n’était pas « pour tout public ». Ce « carré blanc » fut transformé en rectangle blanc en 1964 et son apparition en contrebas d'un programme était toujours précédé d'un avertissement verbal de la speakerine. Le carré blanc visait principalement les représentations de violence et de pornographie selon des critères moraux établis par un comité de surveillance composé de personnalités du monde de la science, de la littérature, de la médecine pédiatrique et du cinéma. Sont ainsi affublés du carré blanc des films comme Ivan le Terrible, Hôtel du Nord, la Femme du boulanger, French Cancan ou Les Désaxés dont certaines scènes furent jugées à l'époque par cette commission ad hoc comme pouvant présenter un danger pour la jeunesse par leur caractère immoral ou choquant.
Une signalétique ultérieure a été établie par Gédéon, et mise à l'antenne le 18 novembre 1996 ,. Elle consiste en un rond vert, un triangle orange et un carré rouge. Cette signalétique était utilisée par les chaînes hertziennes, hormis Canal + qui avait alors adopté une signalétique distincte.
Une signalétique commune fut mise en place en 1998. Dessinée par Étienne Robial et Olivier Bontemps pour l'agence View, elle comprenait cinq pictogrammes correspondant à cinq catégories de programmes :
- un carré blanc posé sur une pointe dans un disque vert, facultatif, pour les programmes tous publics (catégorie I) ;
- un disque blanc dans un disque bleu, pour les programmes avec « accord parental souhaitable » (catégorie II) ;
- un triangle blanc dans un disque orange, pour les programmes avec « accord parental indispensable ou interdits aux moins de 12 ans » (catégorie III) ;
- un carré blanc posé sur un côté dans un disque rouge, pour les programmes pour « public adulte ou interdit aux moins de 16 ans » (catégorie IV) ;
- une croix blanche dans un disque violet, pour les programmes « interdits aux moins de 18 ans » (catégorie V).

Cette signalétique a été modifiée le 18 novembre 2002 avec l’obligation d’un avertissement préalable pour les films déconseillés aux moins de 10 ans (catégorie II) sous forme d’un pictogramme présent à l’écran cinq minutes en début de programme et l’inscription permanente d’un pictogramme pour les programmes où l’âge minimal conseillé est de 12, 16 ou 18 ans (respectivement les catégories III, IV et V). Ce pictogramme est constitué d'un disque blanc dans lequel est découpé en pochoir l'âge concerné précédé du signe moins. Cependant, les signalétiques utilisées de 1996 à 2002 ont été reprises aujourd'hui par divers pays comme la Grèce (jusqu'en 2019 pour celui-ci) ou la Macédoine.
Depuis le 12 décembre 2012, le pictogramme signifiant « déconseillé aux moins de 10 ans » est affiché durant tout le programme concerné.

### Italie
En Italie, le système de classification change en fonction de la station de télévision qui diffuse l'émission. Le premier groupe à avoir introduit le système de classification des chaînes de télévision a été Mediaset en 1994, initialement seulement sur Canale 5. Italia 1 et Rete 4 ont adopté le système de classification en 1997, tandis que les chaînes thématiques l'ont adopté en 2009. Étant donné la simplicité du système de classification, inspiré des feux de signalisation, les autres radiodiffuseurs ont également suivi l'exemple de Mediaset. Les notations adoptées par Mediaset sont les suivantes :[réf. nécessaire]
- étiquette verte : tous âges admis ;
- étiquette jaune : orientation parentale suggérée ;
- étiquette rouge : réservé aux adultes.

Presque toujours, les programmes Mediaset avec une étiquette rouge permanente peuvent être bloqués en activant le dispositif de verrouillage du téléviseur, communément appelé "contrôle parental"[réf. nécessaire].

### Malaisie
En Malaisie, un système de classification des chaînes de télévision a été révisé en janvier 2012. Les cotes sont affichées avant le début d'un programme.
Les classifications sont les suivantes :
- U : (malais : umum) – Pas de limite d'âge. Peut être diffusé à tout moment ;
- P13 : les téléspectateurs de moins de 13 ans doivent être surveillés par leurs parents ou tuteurs. Peut être diffusé à tout moment, mais certains éléments ne peuvent être diffusés que la nuit ;
- 18 : pour les téléspectateurs de 18 ans et plus. Ne peut pas être diffusé avant 22h00.

### Thaïlande
En Thaïlande, un système de classification pour la télévision a été introduit en 2006, parallèlement à la classification des films. En septembre 2013, la classification des émissions de télévision a été révisée.
En vertu de la directive, les chaînes dites ′Free TV′ doivent étiqueter leurs programmes et programmer leurs émissions de manière qu'elles soient conformes aux catégories suivantes :[réf. nécessaire]
- Preschool (ป) : contenu adapté aux enfants d'âge préscolaire ;
- Children (ด) : contenu adapté aux enfants de 6 à 12 ans ;
- General (ท) : contenu adapté au grand public ;
- PG-13 (๑๓) : contenu convient aux personnes âgées de 13 ans et plus, mais peut être regardé par ceux qui n'ont pas atteint l'âge recommandé si des conseils parentaux sont fournis. Dans cette catégorie, le contenu peut être diffusé à la télévision entre 20 h 30 et 17 h ;
- PG-18 (๑๘) : un contenu adapté aux personnes âgées de plus de 18 ans ; celles qui ont moins de 18 ans doivent bénéficier d'une orientation parentale. Les émissions peuvent être diffusées à la télévision entre 10 h et 5 h ;
- Adults (ฉ) : des contenus qui ne conviennent pas aux enfants et aux jeunes et qui ne peuvent être visionnés à la télévision qu'entre 12 h 00 et 5 h 00.